# Promachus punctatostriata
Promachus punctatostriata är en tvåvingeart som först beskrevs av Franz Paula von Schrank 1803.  Promachus punctatostriata ingår i släktet Promachus, ordningen tvåvingar, klassen egentliga insekter, fylumet leddjur och riket djur.
Artens utbredningsområde är Tyskland. Inga underarter finns listade i Catalogue of Life.